# Scott Gallacher
Scott Gallacher (* 15. Juli 1989 in Bellshill) ist ein schottischer Fußballtorhüter, der beim FC Arbroath spielt.

## Karriere

### Verein
Scott Gallacher wurde im Jahr 1989 in Bellshill einem Vorort der Metropole Glasgow geboren. Er begann seine Karriere in der Jugend der Glasgow Rangers, für die er bis 2006 spielte. Vor seinem Debüt bei den Rangers wurde Gallacher für eine Saison an den schottischen Viertligisten FC Cowdenbeath verliehen. Nach sieben Einsätzen kehrte er im Mai 2009 zurück zu den Gers. Ohne Einsatz bei seinem Heimatverein wurde Gallacher von 2010 bis 2012 für zwei Jahre an den Drittligisten Forfar Athletic verliehen. Am 28. Juli 2013 gab Gallacher sein Debüt für die Rangers in der 1. Runde des Challenge Cup gegen die Albion Rovers. Von September 2013 bis April 2014 spielte der Torhüter Leihweise beim Airdrieonians FC. Im Juli 2014 wechselte der 25-jährige gemeinsam mit seinem Torwartkollegen aus Glasgow Neil Alexander zu Heart of Midlothian und unterschrieb ein Zweijahresvertrag. Bei den Hearts absolvierte Gallacher als zweiter Torwart hinter Alexander drei Ligaspiele. Sein Debüt gab er ausgerechnet gegen die Rangers am 1. Spieltag der Saison 2014/15, als er für den verletzten Alexander eingewechselt wurde. Im September 2015 wurde Gallacher für einen Monat an Forfar Athletic verliehen. Von Januar bis Juli 2016 war er 15-mal als Leihspieler bei Alloa Athletic aktiv. Sein auslaufender Kontrakt bei dem Hauptstadtverein wurde nach seiner Rückkehr nicht verlängert. Er unterschrieb daraufhin einen Vertrag beim FC St. Mirren. Im Januar 2017 wechselte er zu Hibernian Edinburgh.

### Nationalmannschaft
Scott Gallacher debütierte im Jahr 2007 für Schottland in der U-19 gegen die Ukraine. Im Jahr 2008 und 2010 stand er für die U-21 gegen Nordirland und Schweden zwischen den Pfosten.

## Erfolge
mit den Glasgow Rangers:
- Schottischer Meister: 2010
- Schottischer Ligapokal: 2010
- Schottischer Viertligameister: 2013
- Schottischer Drittligameister: 2014

mit Heart of Midlothian:
- Schottischer Zweitligameister: 2015